# Théâtre national de Niš
Le théâtre national de Niš (en serbe cyrillique : Народно позориште у Нишу ; en serbe latin : Narodno pozorište u Nišu) est une salle de théâtre située à Niš, en Serbie. Il a été créé le 11 mars 1887, ce qui en fait l'un des plus anciens théâtres du pays. Il est actuellement dirigé par Spasoje Ž. Milovanović.

## Histoire

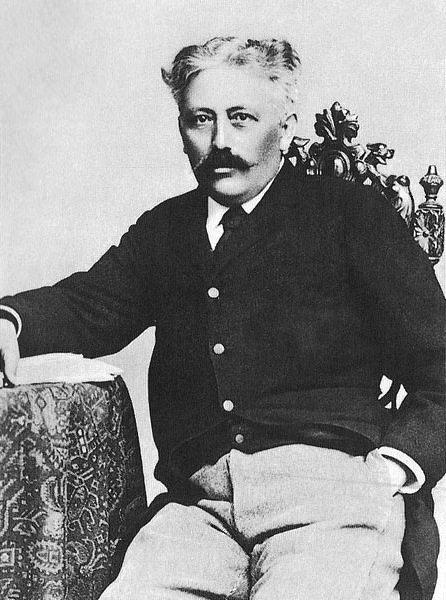
Stevan Sremac

La première représentation théâtrale connue de la ville de Niš a eu lieu en 1883 pour célébrer l'anniversaire de mariage du roi Milan Ier et de la reine Natalija. Le théâtre actuel a été créé sous le nom de Théâtre Sinđelić au début de 1887 et il a donné sa première représentation le 11 mars 1887, dans la salle du restaurant Knez Milhajlo (« Prince Michel ») avec la pièce Srpski hajduci (Les Haïdouks serbes) de Jovan Sterija Popović. À l'origine de la création du théâtre se trouvaient l'écrivain Stevan Sremac, alors professeur à Niš, Milorad Petrović, Stevan Nikšić-Lala, Henrih Liler et Špira Kalik. Son premier directeur fut Mihajlo Dimić. Parmi les premières pièces jouées figurent La Mégère apprivoisée de Shakespeare, Le Misanthrope de Molière, ou encore Dva cvancika de Milovan Glišić.
Le théâtre Sinđelić a pris son essor au cours des années 1890 et 1900. Au cours de cette période, les représentations avaient encore lieu dans des auberges et le théâtre n'a disposé d'une salle fixe que dans les années 1920. À partir de 1929, le théâtre Sinđelić s'est appelé théâtre de la Banovine de la Morava et la salle où avaient lieu les représentations comptait 400 places. La salle a été agrandie et rénovée par la suite.

## Architecture
Le bâtiment du théâtre est inscrit sur la liste des monuments culturels protégés de la république de Serbie (identifiant no SK 458),,.
Situé sur le Sinđelićev trg, il a été construit entre 1937 et 1939 selon un projet de l'architecte Vsevolod Tatarinov ; il est caractéristique du style moderne. Il a été conçu et construit pour abriter un théâtre ; de ce fait, il dispose des unités spatiales nécessaires pour ce type de bâtiments publics.
De plan rectangulaire allongé, il présente une façade en éventail, divisée en grandes masses, ce qui est souligné par la partie centrale demi-circulaire, avec un porche et un imposant escalier eux aussi demi-circulaires. Avec son jeu sur les masses et son intérieur fonctionnel, il est caractéristiques des aspirations « modernes » de l'époque de sa construction.

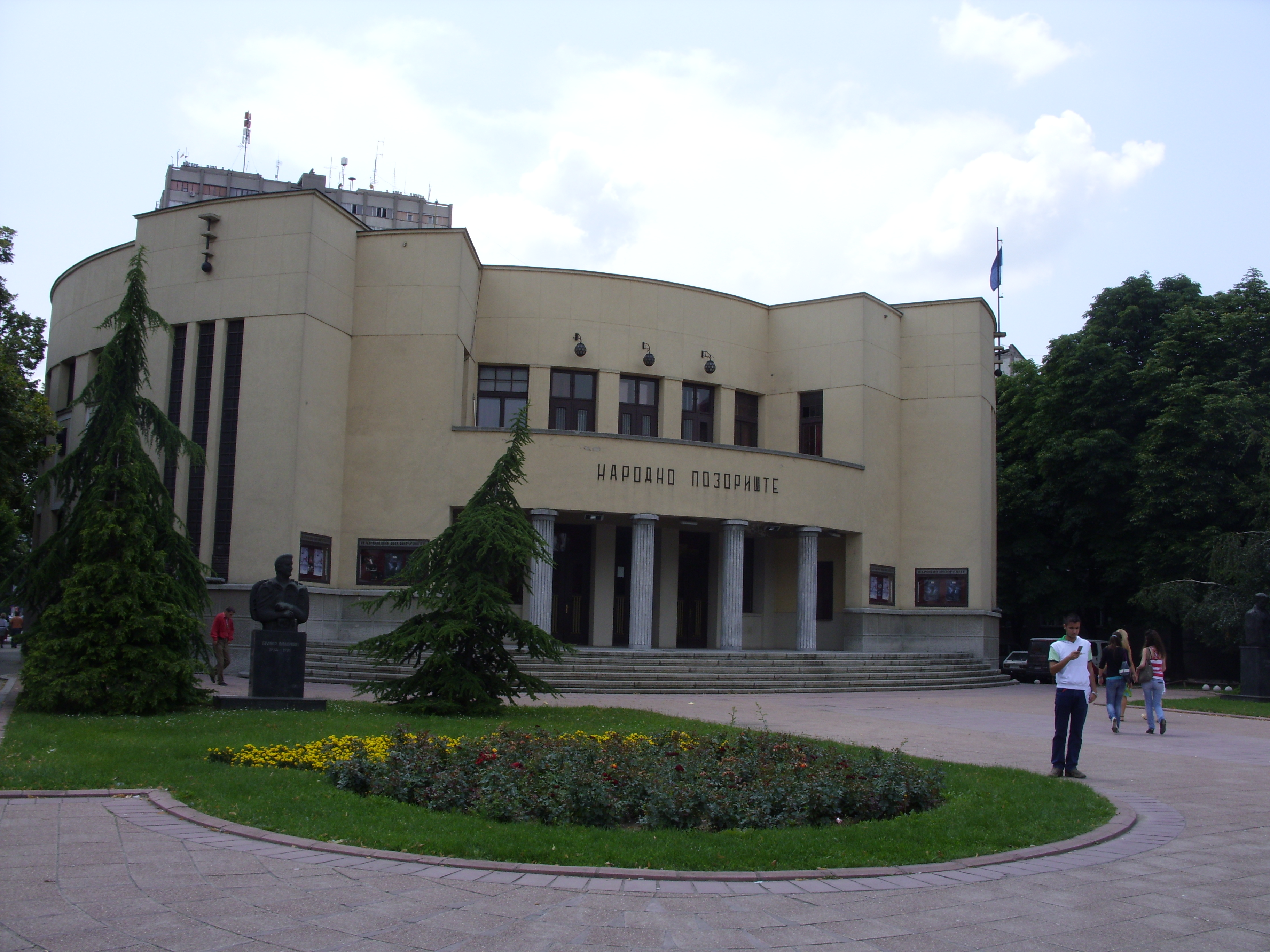
Autre vue de la façade principale.
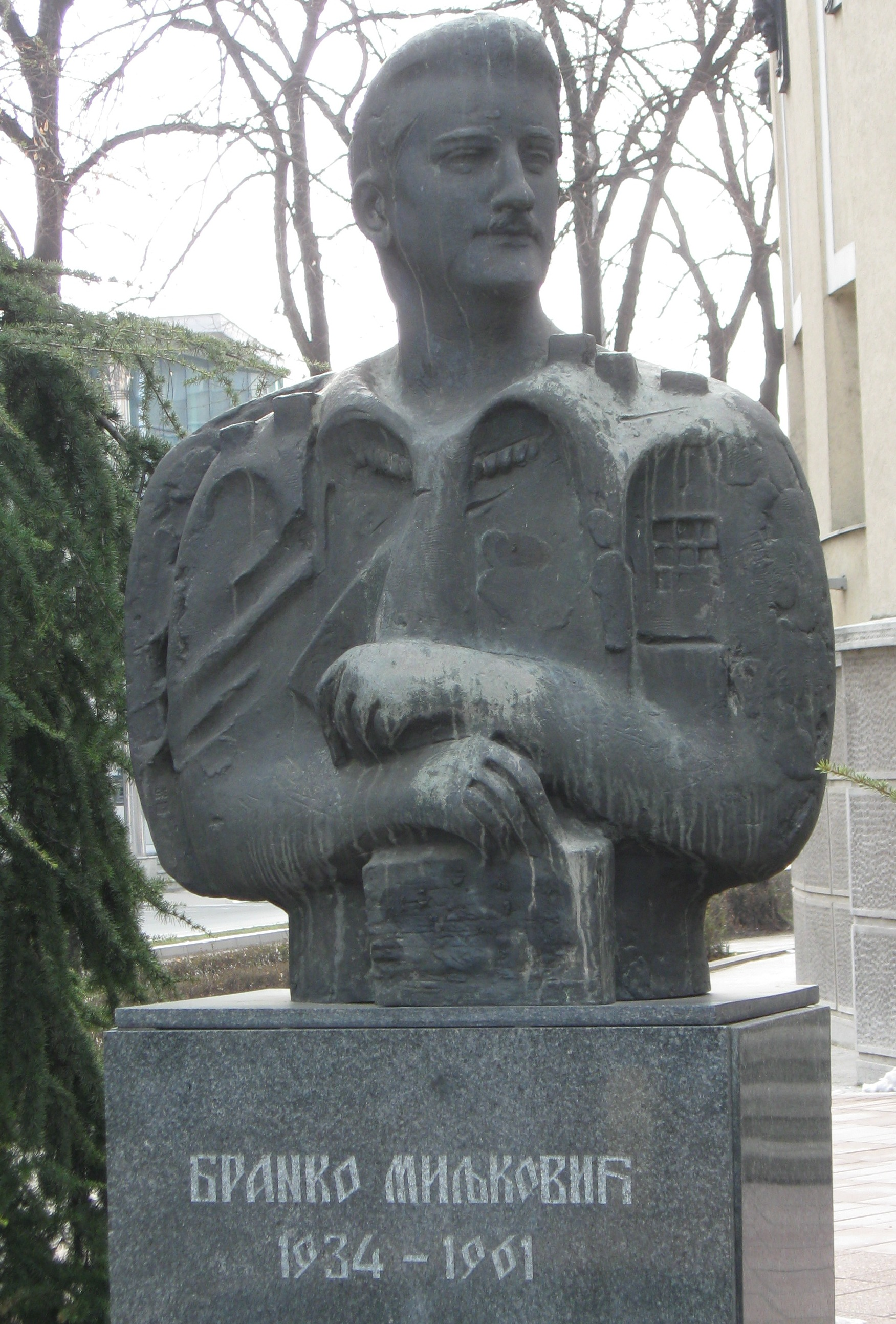
Buste de Branko Miljković devant le théâtre (œuvre de Nebojša Mitrić).
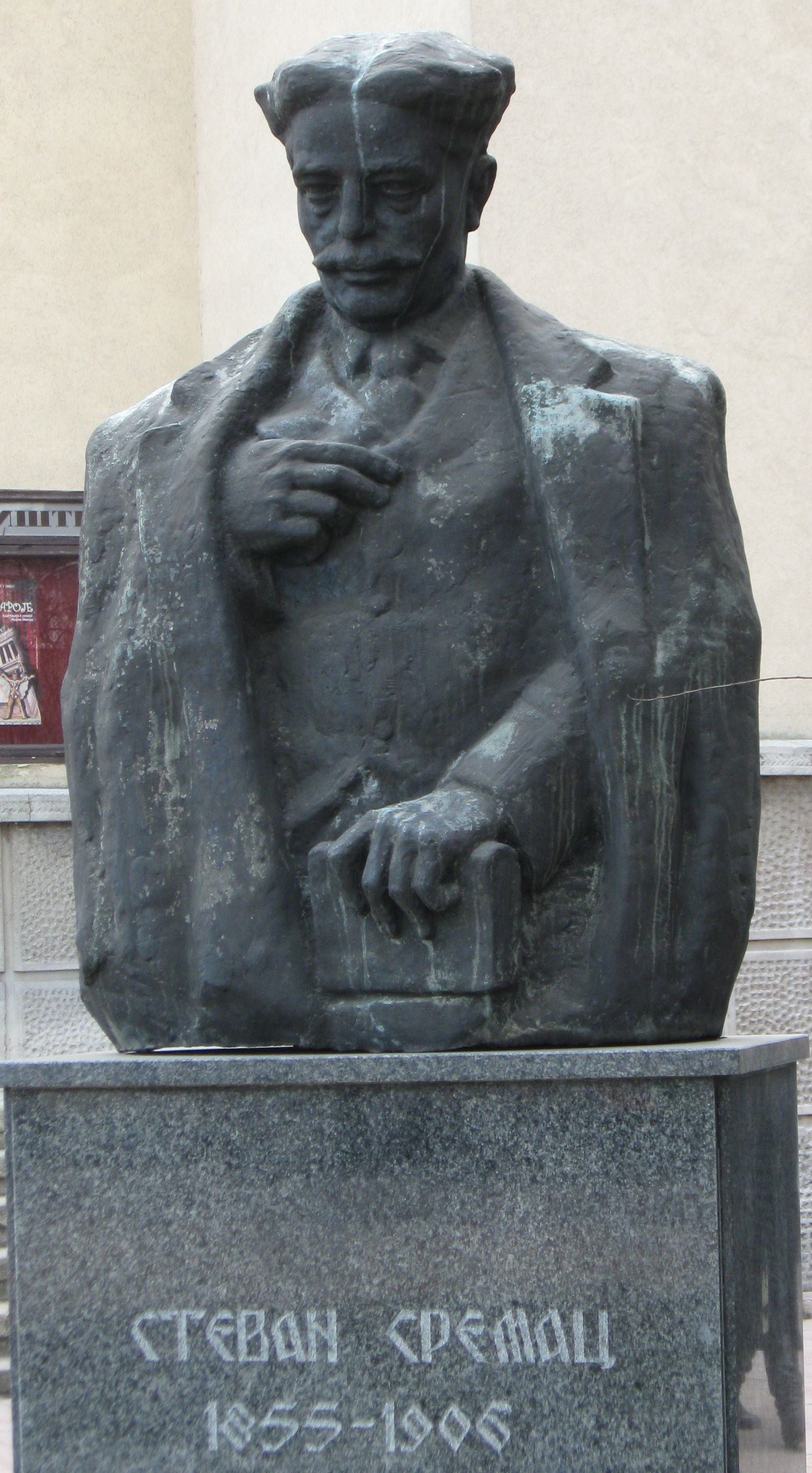
Buste de Stevan Sremac devant le théâtre.

## Répertoire (2020)
Parmi les pièces et les spectacles inscrits au répertoire du théâtre, on peut citer :
- 1789 de Hadi Kurić[7]
- La Leçon d'Eugène Ionesco[8]
- Krv crvenog petla (Le sang du coq rouge) de Miloš Latinović[9]
- Jedan Edip (Un Œdipe ; en portugais : Um Édipo) d'Armando Nascimento Rosa[10]
- Comme il vous plaira de  William Shakespeare[11]
- Vlast i njena opozicija (Le Gouvernement et son Opposition) de Nebojša Romčević[12]
- Apple de Vern Thiessen[13]
- Ivkova slava u Prizrenu (La Fête d'Ivko à Prizren), basé sur une histoire de Stevan Sremac, adaptation de Bojan Stojčetović[14]
- La Duchesse des Folies-Bergère de Georges Feydeau[15]
- Svet (La Publicité) de Branislav Nušić[16]
- Slikarke (Les Femmes Peintres) de Hristina Mitić[17]
- Le Théâtre ambulant Chopalovitch de Ljubomir Simović[18]
- Limunacija (Limunation) de Nebojša Bradić[19]
- Sladoled (Crème glacée) de Miro Gavran[20]
- Jeux de sable de Michał Walczak[21]
- La Chauve-Souris, opérette de Johann Strauss fils[22]
- Le Barbier de Séville, opéra de Gioachino Rossini[23]
- Na čistini (Dans la clairière), basé sur des histoires de Stevan Sremac, adaptation au théâtre de Svetislav Jovanov et Dušan Petrović[24]
- Duge noći i crne zastave (Longues Nuits et Drapeaux noirs) de Dejan Stojiljković[25]
- Drita de Danica Nikolić Nikolić[26]
- Devetstopetnaesta, tragedija jednog naroda (1915, la tragédie d'un peuple) de  Branislav Nušić[27]
- Georges Dandin de Molière[28]
- Veliki manevri u tijesnim ulicama (Grandes manœuvres dans des rues étroites) d'Ivo Brešan[29]
- Ulica usamljenih automobila (La Rue des voitures solitaires) de Zoran Pešić Sigma[30]
- U čije ime (Au nom de qui) d'Aleksandar Mihailović[31]
- Un mois à la campagne d'Ivan Tourgueniev[32]
- Mala (La Petite) de Radoslav Pavlović[33]
- Oublier Hérostrate de Grigori Gorine[34]
- Gospođa ministarka (Madame la Ministre) de Branislav Nušić[35]
- Gde je nestao Harms (Où Harms a disparu) de Mila Mašović Nikolić[36]
- EUfemmeizam (Euphémisme), collectif[37]
- Edmund Kin de Hadi Kurić[38]
- 12 gnevnih žena (12 Femmes en colère) de  Jelena Mijović, spectacle inspiré par le film Douze Hommes en colère[39]
- Brod ljubavi (Le Bateau de l'amour) de Nebojša Romčević[40]
- Mrtve duše (Les Âmes mortes), adaptation du roman de Nicolas Gogol[41]